# Élections législatives françaises de 1827
Les élections législatives françaises de 1827 ont eu lieu les 17 et 24 novembre 1827.

## Mode de scrutin
Le mode de scrutin est celui défini par la loi de juin 1820 dit « du double vote » qui associe le scrutin uninominal selon le découpage de 1820 pour les trois cinquièmes des députés, élus le 17 novembre, et le scrutin plurinominal départemental, élus le 24 novembre. Les deux collèges d'électeurs sont définis par leurs revenus (suffrage censitaire), l'accès au collège départemental nécessitant des revenus plus élevés et permettant de voter deux fois.

## Résultats
Le scrutin donne environ 175 députés aux ultraroyalistes favorables à Villèle, un nombre équivalent pour les libéraux et 70 ultraroyalistes dissidents, partagés équitablement entre les partisans de Chateaubriand et les « pointus » de La Bourdonnaye.
|       |                                         |         |     |        |               |
| Parti | Parti                                   | Voix    | %   | Sièges | +/-           |
|       | Ultraroyalistes                         | ?       | ?   | 185    | 228           |
|       | Libéraux                                | ?       | ?   | 170    | 153           |
|       | Ultraroyalistes de la contre-opposition | ?       | ?   | 75     | Nv.           |
|       |                                         |         |     |        |               |
| Total | Total                                   | ~94 000 | 100 | 430    | en stagnation |

## Analyse
Les élections de 1827 entérinent la division de la droite, avec le développement de deux foyers de contestation au sein du mouvement ultra. Le premier rassemble les « pointus », menés par La Bourdonnaye, déçus de la modération de Villèle et partisans d'une monarchie aristocratique, éloignée de l'application qui est alors faîte de la Charte. L'autre, regroupé autour de Chateaubriand, entraîne plusieurs parlementaires, tels que Clausel de Coussergues, Hyde de Neuville et Édouard de Fitz-James, qui entrent dans l'opposition à la politique de Villèle, jugée autoritaire, et défendent la conception d'une monarchie compatible avec l'affirmation des grandes libertés publiques.
Ces élections marquent la victoire des opposants à Villèle, qui s'étaient associés lors des élections, faisant échouer un grand nombre de candidats ministériels. De plus, la société Aide-toi, le ciel t'aidera fondée par Guizot a permis de déjouer une partie des manœuvres électorales de l'administration, notamment en inscrivant des électeurs injustement oubliés des listes électorales. Les candidats de gauche ont fait cause commune avec ceux de la défection, menée par Chateaubriand, et ceux des pointus, menés par La Bourdonnaye.
Après cet échec, Villèle est forcé de démissionner, laissant sa place à Martignac. La chambre élue sera dissoute par le Roi le 16 mai 1830.